# 西アジア女子サッカー選手権2014
西アジア女子サッカー選手権2014（英: 5th WAFF Women Championship、阿: بطولة اتحاد غرب آسيا الخامسة للسيدات）は、2014年4月15日から4月19日にかけて、ヨルダンのアンマンで行われた第5回目の西アジア女子サッカー選手権である。日本人の沖山雅彦が監督をつとめる開催国のヨルダンが優勝した。

## 参加国
- ヨルダン（開催国）
- パレスチナ
- バーレーン
- カタール

## 開催方式
参加した4カ国が1回戦総当り制で3試合を戦い、順位を決定する。

## 結果
| 順 | チーム     | 試 | 勝 | 分 | 敗 | 得 | 失 | 差  | 点 |
| -- | ---------- | -- | -- | -- | -- | -- | -- | --- | -- |
| 1  | ヨルダン   | 3  | 3  | 0  | 0  | 22 | 0  | +22 | 9  |
| 2  | パレスチナ | 3  | 2  | 0  | 1  | 8  | 10 | −2  | 6  |
| 3  | バーレーン | 3  | 1  | 0  | 2  | 8  | 11 | −3  | 3  |
| 4  | カタール   | 3  | 0  | 0  | 3  | 2  | 19 | −17 | 0  |

- ラウンドロビン方式で行われた。試合は全て現地時間（UTC+2）。

| 2014年4月15日 16:00 |

| ヨルダン | 5 - 0    | バーレーン |
|          | レポート |            |

| ペトラ・スタジアム（アンマン） 観客数: 700人 |

| 2014年4月15日 20:00 |

| パレスチナ | 4 - 0    | カタール |
|            | レポート |          |

| ペトラ・スタジアム（アンマン） 観客数: 150人 |

| 2014年4月17日 16:00 |

| カタール | 0 - 7    | ヨルダン |
|          | レポート |          |

| ペトラ・スタジアム（アンマン） 観客数: 800人 |

| 2014年4月17日 20:00 |

| バーレーン | 0 - 4    | パレスチナ |
|            | レポート |            |

| ペトラ・スタジアム（アンマン） 観客数: 300人 主審: アブドッラフマーン・アル＝ジャーシム |

| 2014年4月19日 16:00 |

| ヨルダン | 10 - 0   | パレスチナ |
|          | レポート |            |

| ペトラ・スタジアム（アンマン） 観客数: 1,000人 主審: アブドゥッラフマーン・アル＝ジャーシム |

| 2014年4月15日 20:00 |

| カタール | 2 - 8    | バーレーン |
|          | レポート |            |

| ペトラ・スタジアム（アンマン） 観客数: 300人 主審: アハマド・ヤアクーブ・イブラヒーム |

## 優勝国
| 西アジア女子サッカー選手権2014優勝国 |
| ------------------------------------ |
| · ヨルダン · 3大会ぶり3回目          |